# Nick Ashford
Nickolas Ashford (ur. 4 maja 1941, zm. 22 sierpnia 2011) – amerykański muzyk, kompozytor i producent muzyczny.
Wspólnie z żoną Valerie Simpson był autorem takich utworów jak „Ain’t No Mountain High Enough” i „Reach Out and Touch (Somebody's Hand)”.